# Бріттані Мейнард
Бріттані Лорен Мейнард (англ. Brittany Lauren Maynard; 1984—2014) — американська громадська активістка, яка хворіла на рак мозку в останній стадії та виступала за легалізацію методу допомоги у смерті.

## Біографія

### Молоді роки
Бріттані Мейнард народилася 19 листопада 1984 року в Анагаймі, штат Каліфорнія. У 2006 році вона закінчила Коледж літератури та науки Університету Каліфорнії в Берклі, здобувши ступінь бакалавра у галузі психології, а у 2010 році — педагогічне відділення Університету Каліфорнії в Ірвайні зі ступенем магістра у галузі освіти.

### Хвороба та громадська діяльність
1 січня 2014 року Бріттані було поставлено діагноз фібрилярна астроцитома, після чого їй було проведено часткову трепанацію черепа та резекцію скроневої частки. У квітні 2014 року настав рецидив захворювання, але вже у формі астроцитоми IV ступеня злоякісності, також відомої як гліобластома, після чого, на думку лікарів, жити їй залишалося не більше шести місяців.
Бріттані переїхала з Каліфорнії до штату Орегон, де діє Закон про гідну смерть, вирішивши, що «смерть з гідністю є найкращим варіантом для мене та моєї сім' ї». Вона опублікувала відеопослання з поясненням своїх намірів на сайті YouTube, що зібрало понад 3 мільйони переглядів. Бріттані почала співпрацювати з некомерційною правозахисною організацією «Співчуття та вибір» у рамках агітації за створення фонду «Brittany Maynard Fund» з метою легалізувати допомогу в самогубстві у тих штатах, де вона є незаконною, зокрема у Нью-Джерсі, Массачусетсі, Коннектикуті, Колорадо та Каліфорнії. Крім цього, Мейнард написала листа у CNN «Моє право на смерть з гідністю у 29» (англ. My Right to Death with Dignity at 29), у якому сказала:
|  | Я тижнями лікувалася від раку. Я не самогубець. Якби я хотіла вчинити суїцид, я б давно зробила це, оскільки відповідні ліки мені виписано, і воно вже у мене. Я не хочу вмирати, але я вмираю. І я хочу померти на своїх умовах. Я не збираюся переконувати когось, хто опинився в моїй ситуації, вибрати «смерть з гідністю». Моє запитання в іншому: чому хтось має право позбавити нас цього вибору? |

Окрім громадської діяльності, Бріттані багато подорожувала: кілька місяців вона навчала сиріт у Непалі, побувала у В'єтнамі, Камбоджі, Лаосі, Сінгапурі, Таїланді, з'їздила в Коста-Рику, Танзанію, де підкорила Кіліманджаро, займалася скелелазінням в Еквадорі, а дайвінгом на Галапогоських островах. В останні місяці життя вона відвідала Єллоустонський національний парк і побувала на Алясці. У жовтні 2014 року вона сказала, що закреслила останній пункт у списку місць, які треба відвідати — ним виявився Гранд-Каньйон. Крім цього, у Бріттані було двоє собак і вона працювала волонтером у місцевій організації захисту тварин.
29 жовтня 2014 року Бріттані сказала, що «здається настав час». Вона планувала померти 1 листопада, прийнявши ліки, призначені лікарем.

### Смерть
1 листопада 2014 року, після допомоги у смерті, Бріттані Мейнард померла Портленді. Вона сама спеціально вибрала цю дату, щоб позбавити себе і свою сім'ю від наслідків хвороби та в радості відсвяткувати день народження чоловіка, який відбувся шість днів тому. Бріттані прийняла суміш транквілізаторів і речовин, що пригнічують функцію дихання, виписаних лікарем, після чого занурилася в глибокий сон, і померла через 30 хвилин у власній спальні в присутності близького кола родичів — кращої подруги, чоловіка Деніела і його брата Едріана. Відповідно до Закону штату Орегон щодо допомоги в самогубстві, офіційна причина у свідоцтві про смерть була записана пухлина головного мозку. У своєму останньому пості у соціальній мережі Facebook Бріттані написала:

Прощайте мої дорогі друзі і сім'я, яких я люблю. Сьогодні я вирішила померти з гідністю перед обличчям моєї невиліковної хвороби, цього страшного раку мозку, який відібрав так багато у мене… але міг би забрати набагато більше. Світ-гарне місце, подорожі були моїм найбільшим учителем, мої близькі друзі і рідні є головними дарувальниками. У мене навіть є коло підтримки біля мого ліжка, поки я набираю… До побачення, світ. Творити добро. А розплатився з іншими!
Оригінальний текст (англ.)
Goodbye to all my dear friends and family that I love. Today is the day I have chosen to pass away with dignity in the face of my terminal illness, this terrible brain cancer that has taken so much from me … but would have taken so much more. The world is a beautiful place, travel has been my greatest teacher, my close friends and folks are the greatest givers. I even have a ring of support around my bed as I type … Goodbye world. Spread good energy. Pay it forward!

Інформація про місце та дату похорону Бріттані не була оприлюднена. Чоловік Бріттані Мейнард Деніел Діас пізніше розповів про її останні дні та години в інтерв'ю NBC News і «People». Він зазначив, що у свій останній день Бріттані вийшла на довгу прогулянку із сім'єю, друзями, собаками Чарлі та Беллою, проте вранці вона знову пережила черговий сильний напад. «Ми повернулися додому, і вона просто вже знала, що її час настав. Припадок був нагадуванням про те, що небезпека не за горами, будь-якої миті вона могла осліпнути, стати паралізованою чи німою». Діас сказав, що в останні хвилини її життя він поклявся продовжити справу, розпочату дружиною, і зізнався, що думає про неї щодня.

## Особисте життя
У вересні 2012 року Бріттані вийшла заміж за Деніела Естебана «Дена» Діаса, з яким познайомилася у квітні 2007 року. Вони намагалися завести дитину. Крім чоловіка її пережили рідна мати Дебора Зіглер та вітчим Гері Голмс. Мати Дебора сказала, що Бріттані мріяла відвідати Перу: є таке місце в Перу — Мачу-Пікчу. Місто високо в горах. Боюся туди їхати, але вона сказала, що ми там зустрінемося. Тому, чорт забирай, я туди поїду".

## Спадщина
Протягом кількох тижнів до своєї смерті Бріттані Мейнард стала символом Сполучених Штатів Америки у дискусії про право на евтаназію, звернувши на свою історію увагу громадськості. Статтю про її життя в «People» прочитали понад 16 мільйонів осіб, які зробили понад 300 тисяч репостів і залишили 5900 коментарів. Науковий співробітник відділу медичної етики Нью-Йоркського університету Артур Каплан написав, що Мейнард була «молодою, живою, привабливою… зовсім іншим типом людини», відмінним від середньостатистичного пацієнта в штаті Орегон із середнім віком у 70 років, вона «змінила погляд на дискусію», показавши, що існують люди її покоління, які цікавляться цим питанням. Колишній головний редактор «Медичного журналу Нової Англії» Марсія Енджел зазначила, що Мейнард стала «новим обличчям» руху за смерть з гідністю і «дуже допомогла майбутнім пацієнтам, які можуть захотіти зробити такий самий вибір».
На момент смерті Мейнард тільки в трьох штатах США діяли закони про гідну смерть для невиліковних хворих: Орегон, Вермонт, Вашингтон; у двох інших були прийняті судові рішення, які захищають лікарів, які допомогли своїм пацієнтам піти з життя (Монтана, Нью-Мексико), а ще в семи штатах схожі закони були винесені на розгляд. Тим часом в опитуваннях з приводу прийняття цих законів американська громадськість розділилася на два протилежні табори. Прибічники Мейнард наголошували на тому, що вона надихнула інших людей на спроби узаконити добровільну допомогу у смерті у Коннектикуті, зокрема 59-річну Сару Маєрс із бічним аміотрофічним склерозом. Протягом трьох днів після смерті Мейнард один із високопосадовців із Ватикану засудив її рішення, назвавши спосіб самогубства з допомогою «безглуздістю». У Національному комітеті права на життя звинуватили організацію «Compassion & Choices» в «експлуатації хвороби Бретані Мейнард для сприяння легалізації прописаного лікарем самогубства у США». Мати Бріттані захистила рішення своєї доньки у листі, опублікованому цією організацією, заявивши, що «у свої двадцять дев'ять років вибір доньки померти м'яко, а не шляхом страждань від фізичної та психічної деградації та сильного болю, не заслуговує на те, щоб бути схарактеризованим як осуджуваною темою, хто були далеко і не знали про її становище».
До 2014 закони про гідну смерть були прийняті тільки у трьох штатах США — Орегоні, Вашингтоні та Вермонті, а у 2015 році до них приєдналися Монтана та Каліфорнія.